# ابن دقماق
اِبْن‌ِ دُقْماق، صارم الدین ابراهیم بن محمد بن اَیْدَمر العلائی (ح ۷۵۰- ۸۰۹ق/۱۳۴۹-۱۴۰۷م)، تاریخ‌نگار حنفی‌مذهب مصری بود. وی در قاهره زاده شد و همانجا درگذشت.